# Svarttjärnen (Fjällsjö socken, Ångermanland, 706673-152488)
Svarttjärnen är en sjö i Strömsunds kommun i Ångermanland och ingår i Ångermanälvens huvudavrinningsområde.